# Vladímir Manchev
Vladímir Manchev (en búlgaro: Владимир Манчев, pronunciado Mánchev), nacido en Pazardjik, Bulgaria el 6 de octubre de 1977, es un exfutbolista y entrenador búlgaro. Jugaba de delantero. Su primer equipo fue el CSKA de Sofía.
Actualmente es el segundo entrenador de la selección de fútbol de Bulgaria.

## Biografía
Vladímir Manchev es un futbolista búlgaro, internacional con su país. Empezó a despuntar en la Liga de Bulgaria en las filas del CSKA de Sofía, alcanzando grandes cifras goleadoras, en torno a los 20 por campaña. Esos números le dan la oportunidad de saltar a la liga francesa, al Lille; allí, tras una temporada de adaptación en la que firma 7 goles, consigue situarse entre los máximos goleadores del campeonato francés y llega a los 13 tantos en su segunda temporada. Decide probar en España y ficha por el recién ascendido Levante, donde hace su debut en Primera División de España un 12 de septiembre de 2004, en la jornada 2, en un Levante 3 - 1 Racing. Tras un comienzo fulgurante, con 6 goles en las primeras jornadas, se apaga y el Levante no consigue evitar el descenso. Ya en Segunda División de España colabora al nuevo ascenso del Levante con 6 goles. Pero en Primera su suerte cambia: López Caro, nuevo entrenador levantinista, no le da ninguna oportunidad y ficha en el mercado de invierno por el Real Valladolid de la Segunda División de España, con la difícil tarea de substituir a la estrella y máximo goleador del Valladolid, Joseba Llorente, que había caído lesionado. Tiene un brillante paso por el club y marca 6 goles en 17 partidos y sitúa en su palmarés un nuevo ascenso. Pero ese verano de 2007 no fructifican las negociaciones para renovar su contrato con el Real Valladolid, y finalmente recala de nuevo en la Segunda División de España, en el Celta de Vigo, donde en ese momento ejercía la labor de entrenador todo un ídolo en su país, el ex del FC Barcelona Hristo Stoichkov, hasta que fue sustituido por López Caro.
En enero de 2008 regresa al Real Valladolid tras rescindir su contrato con el Celta de Vigo, firmando un contrato con el club del Pisuerga que le une a la entidad hasta junio de 2008. En octubre de 2008 fue fichado por el CSKA de Sofía de Bulgaria. En julio de 2010 ficha por el Akademik Sofia. Aunque en agosto ficha por el Lokomotiv Sofia.

## Selección nacional
Vladímir Manchev debutó con la selección absouta el 15 de agosto de 2001 en partido amistoso disputado contra la selección de Macedonia en el Estadio Balgarska Armiya de Sofía. El partido acabó con victoria del combinado búlgaro 1-0. Manchev entró en el minuto 56 en sustitución de Svetoslav Todorov.
Su participación en la selección fue intermitente y entrando como revulsivo en las segundas partes. Su única participación en una gran competición fue en la Eurocopa 2004 en la que quedaron eliminados en primera fase tras perder los tres partidos. Manchev participó en el primer partido que se jugó en el Estadio José Alvalade de Lisboa, entrando en el minuto 76 en la derrota 5-0 contra Suecia. Jugó con el número 16.

### Participaciones en Eurocopas
| Eurocopa      | Sede     | Resultado    | Partidos | Goles |
| ------------- | -------- | ------------ | -------- | ----- |
| Eurocopa 2004 | Portugal | Primera fase | 1        | 0     |

### Goles con la selección nacional
| #  | Fecha                   | Lugar                                            | Oponente      | Gol   | Resultado | Competición |
| -- | ----------------------- | ------------------------------------------------ | ------------- | ----- | --------- | ----------- |
| 1. | 18 de noviembre de 2003 | Estadio Mundialista de Seúl, Seúl, Corea del Sur | Corea del Sur | 0 – 1 | 0 – 1     | Amistoso    |

## Clubes

### Como jugador
Actualizado al último partido jugado el  23 de mayo de 2012.
| Club                  | País          | Año                | Partidos | Goles |
| --------------------- | ------------- | ------------------ | -------- | ----- |
| CSKA de Sofía Sub-19  | Bulgaria      | 1996               |          |       |
| Spartak Pleven        | Bulgaria      | 1997-1998 (cedido) | 4        | 1     |
| CSKA de Sofía         | Bulgaria      | 1998-2002          | 83       | 46    |
| Lille O. S. C.        | Francia       | 2002-2004          | 66       | 20    |
| Levante U. D.         | España        | 2004-2006          | 60       | 12    |
| Real Valladolid C. F. | España        | 2006-2007          | 17       | 6     |
| R. C. Celta de Vigo   | España        | 2007-2008          | 10       | 0     |
| Real Valladolid C. F. | España        | 2008               | 5        | 0     |
| CSKA de Sofía         | Bulgaria      | 2008-2010          | 9        | 5     |
| Akademik Sofia        | Bulgaria      | 2010               |          |       |
| Lokomotiv Sofia       | Bulgaria      | 2010-2012          | 13       | 3     |
| Total carrera         | Total carrera | Total carrera      | 267      | 93    |

### Como entrenador
| Club                                       | País     | Año         |
| ------------------------------------------ | -------- | ----------- |
| CSKA de Sofía juvenil                      | Bulgaria | 2013-2015   |
| CSKA de Sofía (Asistente Técnico)          | Bulgaria | 2015 - 2016 |
| PFC Neftochimic Burgas (Asistente Técnico) | Bulgaria | 2016 - 2017 |
| CSKA de Sofía (Ojeador)                    | Bulgaria | 2018 - 2019 |
| CSKA de Sofía (Asistente Técnico)          | Bulgaria | 2018        |
| CSKA de Sofía juvenil                      | Bulgaria | 2019-2020   |
| PFC Minyor Pernik (Asistente Técnico)      | Bulgaria | 2021-2022   |
| FC Hebar Pazardzhik (Asistente Técnico)    | Bulgaria | 2022        |
| FC Hebar Pazardzhik                        | Bulgaria | 2022-2023   |
| CSKA de Sofía II                           | Bulgaria | 2024-Act.   |

## Palmarés

### Como jugador
| Título                     | Club                  | País     | Año     |
| -------------------------- | --------------------- | -------- | ------- |
| Copa de Bulgaria           | CSKA de Sofía         | Bulgaria | 1998-99 |
| Segunda División de España | Real Valladolid C. F. | España   | 2006-07 |

### Distinciones individuales
| Distinción                                            | Año       |
| ----------------------------------------------------- | --------- |
| Máximo goleador con 21 goles Primera Liga de Bulgaria | 2001-2002 |